# Pini Zahavi
Pour les articles homonymes, voir Zahavi.
Pinhas Zahavi, dit Pini Zahavi (en hébreu : פנחס "פיני" זהבי), né en 1942 ou 1943 à Ness Ziona (Israël), est un journaliste sportif et agent de footballeurs israélien.
Parfois surnommé « Mr. Fix-It », il est décrit, dans un article du Parisien de 2019, comme une « figure dominante de la profession d'agents de joueurs depuis deux décennies ». 

## Biographie

### Jeunesse et débuts en tant que journaliste
Pinhas Zahavi naît à Ness Ziona, en Israël, dans une famille d'origine juive. Sa date de naissance est incertaine, 1942 ou 1943, selon les sources. L'agent garderait lui-même le secret sur sa véritable date de naissance, par prudence selon Romain Molina. Fils d'un commerçant, il a deux sœurs aînées et un frère, Yizhar Zahavi, chirurgien cardiaque à succès,,. Il fréquente le jardin d'enfants et l'école primaire avec Jacob Shahar, aujourd'hui président du Maccabi Haïfa.
Il commence à travailler comme journaliste sportif au journal sportif Hadashot Hasport à l'âge de 22 ans, puis rejoint la rubrique sportive du journal Yediot Aharonot en 1974, après la victoire allemande à la coupe du monde. Il acquiert la réputation, selon son ancien collègue Shaul Isenberg, de travailler « 26 heures par jour »,. Il travaille également pour le quotidien Hadashot.
Journaliste sportif, il tisse un réseau de contacts tout au long des années 1980, en invitant des joueurs, parmi lesquels Graeme Souness et Kenny Dalglish, à passer des vacances dans sa villa à Eilat. Il apporte même des oranges à Melwood, le centre d'entraînement de Liverpool, comme cadeau pour les joueurs et le staff. Il met fin à sa carrière dans le journalisme en 1988.

### Carrière d'agent

#### Premiers transferts
Pini Zahavi supervise son premier transfert, celui d'Avi Cohen du Maccabi Haïfa vers Liverpool, en 1979, pour une somme de 200 000 £,. Zahavi, qui se rend régulièrement en Angleterre pour regarder le football, recommande Cohen à Liverpool lorsqu'il fait la connaissance de Peter Robinson, alors secrétaire du club, à l'aéroport d'Heathrow. Le joueur avait fait la connaissance de Zahavi grâce à sa couverture du Maccabi Tel-Aviv dans le Yedioth Ahronoth. Zahavi touche de l'argent pour sa participation à l'accord. Il devient par la suite agent professionnel dans les années 1980. 
Un an plus tard, Zahavi organise un prêt au Maccabi Tel-Aviv pour le joueur de Manchester City Barry Silkman, avec qui Zahavi sera plus tard associé lorsque le joueur deviendra agent de football.
En 1990, Zahavi négocie le transfert d'un autre joueur israélien, l'attaquant Ronny Rosenthal, du Standard de Liège à Liverpool, entraîné par Kenny Dalglish. 

#### Transfert de Rio Ferdinand
En 1997, Zahavi négocie le transfert du milieu de terrain israélien Eyal Berkovic de Southampton à West Ham United. L'association de Zahavi avec Berkovic avait déjà permis le passage du joueur du Maccabi Haïfa à Southampton, alors dirigé par l'ami de Zahavi, Graeme Souness. 
Un effet secondaire de l'accord avec West Ham est la mise en contact de Zahavi avec Rio Ferdinand. Zahavi gère le transfert de Ferdinand de West Ham à Leeds United pour 18 millions de £ en 2000, puis de Leeds à Manchester United en 2002, pour 30 millions. Dans le cadre de l'accord, Zahavi reçoit 1,13 million de £. 
Zahavi est ami avec l'entraîneur de Manchester United, Alex Ferguson, qu'il a connu pour la première fois à la fin des années 1980, et au moment du transfert de Ferdinand, il est responsable de la négociation de presque tous les accords majeurs de Manchester United, y compris la vente de Jaap Stam vers la Lazio pour 16,5 millions de £ et l'achat de Juan Sebastián Verón du même club pour 28 millions en 2001.

#### Rachat de Chelsea par Roman Abramovitch
En 2003, Zahavi joue un rôle central dans l'acquisition de Chelsea par Roman Abramovitch et dans l'afflux de joueurs qui suit le rachat.  Zahavi devient un membre influent du cercle restreint d'Abramovitch et il aurait gagné jusqu'à 5 millions de livres sur les 111 millions que Chelsea dépense pour les joueurs cet été-là. 
Il gagne le surnom de « Mr. Fix-It ».
En 1998, Zahavi avait été présenté à Abramovitch à Moscou par un ami commun et a ainsi pu faire les présentations lorsqu'il a été approché par Trevor Birch, le directeur général de Chelsea, très endetté, qui était sur le point de ne plus être en mesure de payer. les salaires de leurs joueurs,,. 

#### Avec le club de Portsmouth

##### Transfert de Yakubu
Zahavi s'associe à Portsmouth, alors sous la propriété de Milan Mandarić. En avril 2003, il travaille sur les signatures d'Eyal Berkovic et Yakubu Aiyegbeni, en provenance du Maccabi Haïfa, propriété de l'ami d'école de Zahavi, Ya'akov Shahar et participe au recrutement de Collins Mbesuma en août 2005,.
En juillet 2005, Zahavi touche un montant de 3 millions de livres pour sa participation au transfert de Yakubu de Portsmouth à Middlesbrough. Les frais, convenus avec le directeur général de Middlesbrough, Keith Lamb, devaient être payés en dix versements sur cinq ans si Yakubu restait au club. Il s'agit des honoraires d'agent les plus élevés divulgués dans le football anglais à l'époque. La somme apparaît comme extraordinaire.
Dans le cadre de l'accord, Zahavi effectue des paiements à Barry Silkman, l'agent qui aurait repéré le potentiel de Yakubu lorsqu'il jouait au Nigeria, responsable du transfert de 500 000 $ qui amène le joueur au Maccabi Haïfa en 1999.

##### Rachat du club par Alexandre Gaydamak
En janvier 2006, Zahavi et Mandarić s'associent pour conclure la vente de Portsmouth à Alexandre Gaydamak. Plus tôt dans sa carrière, Zahavi a contribué à la vente du Beitar Jérusalem au père de Gaydamak, l'homme d'affaires russo-israélien Arkady Gaydamak,.
Zahavi travaille sur un plusieurs accords pour le nouveau dirigeant de Portsmouth, faisant venir Avram Grant au club, en tant que directeur technique en juin 2006, qui signe un contrat de deux ans, pour 800 000 £. Zahavi est également impliqué dans la signature et la vente d'un certain nombre de joueurs. Zahavi est par ailleurs l'ami et l'agent de Grant pendant plusieurs années, et contribue à le faire recruter par plusieurs grands clubs, comme Chelsea,.
Lorsque le club est placé en redressement judiciaire après plusieurs changements de propriétaire en février 2010, Zahavi fait partie des 24 agents à qui le club doit près de 9 million de livres. Sa part du montant impayé s'élève à 2,074 millions de livres.

#### Transfert de Neymar au Paris Saint-Germain
En 2017, l'agent s'occupe directement du transfert du footballeur brésilien Neymar Jr. du FC Barcelone au Paris Saint-Germain. À la suite du transfert, qu'il supervise officieusement, car il n'est pas titulaire d'une licence l'autorisant à exercer en France, il aurait ainsi touché près de 12 millions d'euros, sans que son nom ne soit relié au contrat. Il s'offre pour cela les services de Laurent Gutsmuth, un agent français qui joue le rôle d'intermédiaire,.

### Autres activités
Avec son ami et associé, l'homme d'affaires Eli Azur, Zahavi est copropriétaire d'une société de médias, Charlton, qui détient les droits de télévision en Israël pour les grands sports, notamment ceux de la Premier League anglaise et de l'élite du football national israélien. La décision de la société de diffuser la Coupe du Monde de la FIFA 2006 via une offre à la carte s'avère très impopulaire en Israël, ce qui conduit au boycott du service et compromet la réputation de Zahavi dans le pays.

## Controverses

### «Mise sur écoute» d'Ashley Cole
En 2005, la Fédération anglaise de football recommande l'ouverture d'une enquête sur Zahavi par les organismes responsables, pour son rôle dans la « mise sur écoute » de l'arrière gauche d'Arsenal Ashley Cole, approché par Chelsea en violation des règlements Premier League.
La commission indépendante créée par la Premier League pour enquêter sur l'incident après une plainte officielle d'Arsenal conclut que Zahavi et l'agent de Cole, Jonathan Barnett, ont adressé une invitation à Chelsea, à laquelle le club avait répondu. Zahavi et Barnett sont alors présents au Royal Park Hotel de Londres le 27 janvier 2005 lorsque Cole rencontre le manager de Chelsea, José Mourinho, et le directeur général du club, Peter Kenyon.
Chelsea, Mourinho et Cole sont tous condamnés à une amende pour leur rôle dans l'affaire, tandis que Barnett est condamné à une amende de 100 000 £ et voit sa licence suspendue par la FA pendant 18 mois, réduite ensuite à une interdiction de 12 mois. Ni la Fédération ni la Premier League n'ont de juridiction sur Zahavi, mais ils renvoient l'affaire à la FIFA, dont l'enquête est en cours en octobre 2009. Zahavi affirme être innocent, déclarant qu'« à cette époque, [il] ne [représentait] ni Chelsea ni Ashley Cole ». 

### Recrutement de Rio Ferdinand
En avril 2005, Zahavi nie que Chelsea s'est engagé dans une démarche illégale envers le joueur de Manchester United Rio Ferdinand lorsqu'il est révélé que le défenseur avait rencontré Zahavi et le directeur général de Chelsea, Peter Kenyon, au Carpaccio, un restaurant de Chelsea, à Londres. Ils se retrouvent à nouveau dans un restaurant grec de Tottenham Court Road quelques heures plus tard. Le club de Chelsea nie le fait qu'une quelconque démarche ait été entreprise, bien qu'Alex Ferguson, alors manager de Manchester United, ait accusé l'ancien dirigeant de Manchester United, Kenyon, de traiter son ancien club avec « mépris »[pas clair]. Zahavi nie le fait que les réunions étaient une tentative de faire pression sur Manchester United pour qu'il améliore le contrat proposé à Ferdinand. 

### Qualification d'«agent de joueurs»
Roger Wittmann, agent de plusieurs joueurs parisiens, lui conteste sa qualité d'agent de joueurs, affirmant dans France Football : « Pini est loin d'être un agent [...] Il est un homme d'affaires, au top bien sûr, mais pas uniquement dans le football. Le concernant, je n'ai jamais entendu parler de développement de joueurs ». Selon Le Point, Zahavi serait ainsi, malgré son caractère « poli, drôle et candide », « plus attiré par les gros sous que par la carrière de ses poulains ».

### Possession du Royal Mouscron
L'homme d'affaires est accusé d'avoir acheté et de contrôler illégalement le club belge du Royal Excel Mouscron, en première division. Il l'aurait acheté en 2015 via un fonds d'investissement maltais, avant de le revendre à une société détenue par son neveu en 2016, avant qu'une société thaïlandaise rachète le club. Selon le parquet fédéral belge, qui ouvre en avril 2018 une enquête pour « potentiels faux, usage de faux et escroquerie », « des sociétés étrangères auraient permis de camoufler le contrôle du club de Mouscron par un agent de joueurs, le dénommé P.Z. ».

### Négociations avec le Bayern Munich pour David Alaba
En septembre 2020, les négociations autour du contrat de David Alaba au Bayern Munich sont longues. Uli Hoeneß, ancien président du Bayern, qualifie Pini Zahavi de « piranha cupide ». Hoeneß déclare que Zahavi exigeait plus de 10 millions d'euros pour ses services si Alaba signait un nouveau contrat,,.

## Vie privée
Pini Zahavi est veuf et père de deux enfants.
Pini Zahavi possède une maison à Tel Aviv mais réside à Londres, dans un appartement de Marble Arch,. Ses nombreux voyages l'amènent à occuper plusieurs logements temporaires.